# Активне середовище
Активне середовище — речовина, здатна посилювати електромагнітні хвилі певної частоти внаслідок процесів вимушеного випромінювання. В активних середовищах можна виділити три найпростіших типи активних елементів:
- Бістабільні — бістабільний елемент має два стаціонарні стани, у кожному з яких він може перебувати необмежено довго. Перехід з одного стану в інший відбувається у відповідь на зовнішній вплив, інтенсивність якого має перевищити певний граничний рівень.
- Збудливі (мультивібраторні) — елемент середовища перебуває в стані спокою, стійкому до досить слабких зовнішніх впливів. При перевищенні деякого порогового рівня інтенсивності впливу в елементі виникає спалах активності, він здійснює кілька активних переходів і повертається в стан рівноваги.
- Автоколивальні — автоколивальний елемент здійснює постійні циклічні переходи через певну групу станів. Зовнішні дії здатні лише уповільнювати чи прискорювати цей рух, але не зупиняти його.

Реальні системи зазвичай можна розбити на бістабільні, збудливі та автоколивальні підсистеми, що взаємодіють між собою, при цьому в них можуть виникати складні форми самоорганізації. В активних середовищах можуть існувати автохвилі — незагасні хвильові процеси, що підтримувані енергією постійних джерел. В активних середовищах з періодичними граничними умовами та у випадку автоколивального або збудливого характеру елемента, спостерігаються рухомі хвилі, і таким середовищам характерна мультистабільність.